# Kabupaten Pulang Pisau
Kabupaten Pulang Pisau är ett kabupaten i Indonesien.   Det ligger i provinsen Kalimantan Tengah, i den västra delen av landet, 900 km öster om huvudstaden Jakarta. Antalet invånare är 120 062.